# Jacintha Weimar
Jacintha Weimar (Eindhoven, 11 juni 1998) is een Nederlandse voetbalspeelster, Weimar speelde als doelvrouw bij Bayern München, waar ze haar meeste wedstrijden in het tweede team in de Bundesliga II speelde.
In seizoen 2020/21 speelde ze voor het Duitse SC Sand, waar ze wel tot spelen in de Frauen Bundesliga kwam. Met ingang van het seizoen 2021/22 speelt ze voor Feyenoord.

## Statistieken
| Seizoen | Club              | Land      | Competitie         | Wedstrijden | Doelpunten |
| ------- | ----------------- | --------- | ------------------ | ----------- | ---------- |
| 2016/17 | Bayern München    | Duitsland | FRB                | 0           | 0          |
| 2016/17 | Bayern München II | Duitsland | FRB 2              | 4           | 0          |
| 2017/18 | Bayern München    | Duitsland | FRB                | 0           | 0          |
| 2017/18 | Bayern München II | Duitsland | FRB 2              | 3           | 0          |
| 2018/19 | Bayern München    | Duitsland | FRB                | 1           | 0          |
| 2018/19 | Bayern München II | Duitsland | FRB 2              | 5           | 0          |
| 2019/20 | Bayern München    | Duitsland | FRB                | 0           | 0          |
| 2019/20 | Bayern München II | Duitsland | FRB 2              | 6           | 0          |
| 2020/21 | SC Sand           | Duitsland | FRB                | 9           | 0          |
| 2021/22 | Feyenoord         | Nederland | Vrouwen Eredivisie | 24          | 0          |
| 2022/23 | Feyenoord         | Nederland | Vrouwen Eredivisie | 19          | 0          |
| 2023/24 | Feyenoord         | Nederland | Vrouwen Eredivisie | 18          | 0          |
| 2024/25 | Feyenoord         | Nederland | Vrouwen Eredivisie | 17          | 0          |
| Totaal  | Totaal            | Totaal    | Totaal             | 106         | 0          |

Laatste update: maart 2025.

## Interlands
Weimar speelde voor Oranje O16, O17, O19, en voor O20.
Doordat Sari van Veenendaal het Europees kampioenschap 2022 vanwege een schouderblessure – opgelopen tijdens de eerste poulewedstrijd tegen Zweden – vroegtijdig moest verlaten, werd Weimar als haar vervanger opgeroepen. De doelvrouw stond op de Nederlandse stand-bylijst en mocht aantreden vanwege de UEFA-regelgeving die voorschrijft dat keepers, in tegenstelling tot veldspelers, tijdens het toernooi bij een aantoonbare blessure vervangen mogen worden.
Op 22 september 2023 maakte Weimar haar debuut voor het Nederlands Elftal in de Nations League wedstrijd in en tegen België.
1: Van Domselaar ·
2: Wilms ·
3: Van der Gragt ·
4: Nouwen ·
5: Dongen ·
6: Roord ·
7: Beerensteyn ·
8: Spitse ·
9: Snoeijs ·
10: Van de Donk ·
11: Martens · 12: Bayings · 13: R. Jansen · 14: Groenen · 15: Dijkstra · 16: Kop · 17: Pelova · 18: Casparij · 19: Kaptein · 20: Janssen · 21: Damaris · 22: Brugts · 23: Weimar · Coach: Jonker
1 Weimar ·
2 Waldus ·
4 Verspaget ·
5 Obispo ·
6 Brandau ·
7 Teulings ·
8 Pijnenburg ·
9 Koopman ·
10 Van de Westeringh ·
11 Henry ·
14 De Graaf ·
15 Koga ·
16 Van Eijk ·
17 Van der Sluijs ·
18 Heij ·
19 Haesakkers ·
20 Szymczak ·
21 Van Bentem ·
23 Itamura ·
24 Baptiste ·
25 Van de Lavoir ·
26 De Paus ·
27 DellaPeruta ·
28 Hulswit ·
33 Van Kerkhoven ·
42 Buabadi ·
Coach: Torny
Assistent-coach: Pieters
Assistent-coach: Tjaden
Keeperstrainer: Van der Kaaij